# César Villaluz
César Villaluz (Ciudad de México, 18 de julio de 1988) es un exfutbolista mexicano que jugaba como mediocampista.
Es padre del futbolista César Villaluz Hernández, elemento del cuadro Sub-16 de la Máquina Celeste del Cruz Azul.

## Trayectoria
Nacido en la colonia Guerrero de Ciudad de México, siendo hijo de Porfirio Villaluz y Mari Martínez. A la edad de cuatro años ya formaba parte de un equipo del barrio llamado Real Ángeles, y a los diez años se integró en una filial del equipo Cruz Azul. Inicialmente Villaluz jugaba como centrodelantero, pero por su baja estatura, se le reposicionó como medio ofensivo o mediapunta.

### Cruz Azul
Debutó con Cruz Azul en la Primera División de México, el 2 de abril de 2006, en la Jornada 13 del Clausura 2006 enfrentando a  San Luis FC en el Estadio Alfonso Lastras Ramírez; el cuadro potosino venció 2-1 a la Máquina Celeste. 
Su primer tanto en el Máximo Circuito llegó el 3 de mayo de 2006 en el juego de ida de los 4tos. de final de la liguilla del Clausura 2006. Toluca venció 2-1 a Cruz Azul en el Estadio Nemesio Díez.
Con Isaac Mizrahi al frente de la Máquina Celeste en 3 semestres, Villaluz jugó en 13 ocasiones.
Con la llegada del entrenador uruguayo Sergio Markarián, Villaluz se convirtió en una pieza inamovible y en compañía de Julio César Domínguez, Rogelio Chávez y Edgar Andrade, todos elementos de fuerzas básicas, ilusionó con poner fin a la sequía de 12 años sin títulos.
El 14 de diciembre de 2008, en la final del Apertura 2008 ante Toluca en el Estadio Nemesio Díez, su carrera cambiaría totalmente: en un centro de Edgar Gerardo Lugo, el mediocampista se disponía a recibir el esférico, pero José Manuel Cruzalta lo embistió y dejó inconsciente. El partido finalizó 2-2 en el global y los Diablos Rojos de Toluca ganaron en tanda de penales.
Pese a ser regular en el once inicial y tener buenas actuaciones con la Máquina Celeste, salió de la institución al finalizar el Apertura 2011.

### San Luis FC
En diciembre de 2011 reportó con  San Luis FC.
El 2 de octubre de 2012, en la Jornada 11 del Apertura 2012, San Luis FC vs Club América, sufrió una lesión que lo mantuvo alejado de las canchas.

### Jaguares
Las Temporadas 2013-2014 y 2014-2015, jugó con Jaguares de Chiapas.

### Liga de Ascenso de México
Entre el 2015 y 2017, jugó en la Liga de Ascenso de México con Atlético de San Luis (2015-2016) y Celaya (2016-2017).

### España y Guatemala
Durante la Temporada 2017-2018 militó con el Club Polideportivo Cacereño de la Tercera División de España. 
En 2018 llegó a Guatemala tras fichar con Deportivo San Pedro.

### Liga de Balompié Mexicano
En el 2022 se integró a la plantilla de Halcones de Querétaro de la Liga de Balompié Mexicano. Con su equipo obtuvo la Copa de Balompié Mexicano 2022 luego de vencer a Mezcaleros de Oaxaca.
En el 2023 jugó para Industriales de Naucalpan.

### Américas Kings League
En enero de 2024 se presentó al draft de la  Américas Kings League -una liga profesional de fútbol 7-, siendo seleccionado por el equipo Los Aliens. En julio de ese año, luego de haber disputado la Kings World Cup, pasó a las filas del West Santos.

## Clubes
| Club                        | País      | Año           | Partidos | Goles |
| --------------------------- | --------- | ------------- | -------- | ----- |
| Cruz Azul                   | México    | 2005-2011     | 192      | 22    |
| San Luis FC                 | México    | 2011-2013     | 28       | 2     |
| Jaguares de Chiapas         | México    | 2013-2015     | 16       | 1     |
| Atlético de San Luis        | México    | 2015-2016     | 43       | 3     |
| Celaya                      | México    | 2016-2017     | 40       | 1     |
| Club Polideportivo Cacereño | España    | 2017-2018     | 1        | 0     |
| Deportivo San Pedro         | Guatemala | 2018-2020     | ND       | ND    |
| Cancún FC                   | México    | Clausura 2021 | 3        | 0     |
| Halcones de Querétaro       | México    | 2022          | ND       | ND    |
| Industriales de Naucalpan   | México    | 2023          | ND       | ND    |

ND = No disponible

## Selección nacional

### Categorías menores

#### Sub-17
Asistió al Torneo Sub-17 de la Concacaf de 2005 que tuvo como sedes Heredia (Costa Rica) y Culiacán (México); en el certamen le anotó un tanto a Canadá. México se proclamó Campeón y obtuvo uno de los tres boletos al Mundial de la especialidad.
Villaluz formó parte del plantel que conquistó la Copa Mundial de Fútbol Sub-17 de 2005 celebrada en Perú, bajo las órdenes del entrenador Jesús Ramírez. 
| Mundial | Sede | Resultado | Partidos | Goles |
| ------- | ---- | --------- | -------- | ----- |
| Sub-17  | Perú | Campeón   | 5        | 3     |

| Fecha            | Estadio                         | Encuentro      | Resultado    |
| ---------------- | ------------------------------- | -------------- | ------------ |
| 16 de septiembre | Estadio Nacional del Perú, Lima | Fecha 1        | 0-2          |
| 19 de septiembre | Estadio Nacional del Perú, Lima | Fecha 2        | 3-0          |
| 25 de septiembre | Estadio Miguel Grau, Piura      | 4tos. de final | 1-3 (a.e.t.) |
| 29 de septiembre | Estadio Elías Aguirre, Chiclayo | Semifinal      | 4-0          |
| 2 de octubre     | Estadio Nacional del Perú, Lima | Final          | 3-0          |

Goles
| Fecha            | Rival        | Gol | Resultado | Fase      |
| ---------------- | ------------ | --- | --------- | --------- |
| 19 de septiembre | Uruguay      |     | 0-2       | Fecha 1   |
| 29 de septiembre | Países Bajos |     | 4-0       | Semifinal |

#### Sub-20
Buscando emular lo hecho en el 2005, Jesús Ramírez convocó a la base de jugadores campeones en Perú, para acudir a la Copa Mundial de Fútbol Sub-20 de 2007 en Canadá. Dentro del certamen, jugó 4 de los 5 partidos que sostuvo el representativo nacional; México fue eliminado en 4tos. de final al caer ante Argentina 1-0.
| Mundial | Sede   | Resultado        | Partidos | Goles |
| ------- | ------ | ---------------- | -------- | ----- |
| Sub-20  | Canadá | Cuartos de final | 4        | 0     |

#### Sub-23
Fue convocado por Hugo Sánchez para disputar el Preolímpico de Concacaf de 2008 en Estados Unidos; jugó los 3 partidos que sostuvo el representativo nacional.
México finalizó en el tercer puesto del Grupo B y quedó fuera de la posibilidad de buscar un boleto para asistir a los Juegos Olímpicos de Pekín 2008. 
| Certamen    | Sede           | Resultado      | Partidos | Goles |
| ----------- | -------------- | -------------- | -------- | ----- |
| Preolímpico | Estados Unidos | Fase de grupos | 3        | 1     |

Gol
| Fecha       | Rival | Gol | Resultado | Fase    |
| ----------- | ----- | --- | --------- | ------- |
| 16 de marzo | Haití |     | 5-1       | Fecha 3 |

### Absoluta
Bajo la dirección técnica de Hugo Sánchez, debutó con el Tricolor el 22 de enero de 2007, en un partido amistoso ante Colombia en Dick's Sporting Goods Park (Denver, Colorado); el encuentro finalizó 1-0 a favor del cuadro sudamericano.
|                    | PJ | Minutos | Goles | Asistencias | Periodo   |
| ------------------ | -- | ------- | ----- | ----------- | --------- |
| Selección Mexicana | 12 | 479     | 2     | 3           | 2007-2009 |

| Fecha                   | Rival          | Estadio                                         | Resultado | Competencia  |
| ----------------------- | -------------- | ----------------------------------------------- | --------- | ------------ |
| 22 de agosto de 2007    | Colombia       | Dick's Sporting Goods Park, Commerce City       | 0-1       | Amistoso     |
| 14 de octubre de 2007   | Nigeria        | Estadio Olímpico Benito Juárez, Ciudad Juárez   | 2-2       | Amistoso     |
| 17 de octubre de 2007   | Guatemala      | Los Angeles Memorial Coliseum, Los Angeles      | 2-3       | Amistoso     |
| 6 de febrero de 2008    | Estados Unidos | Reliant Stadium, Houston                        | 2-2       | Amistoso     |
| 16 de abril de 2008     | China          | Lumen Field, Seattle                            | 1-0       | Amistoso     |
| 4 de junio de 2008      | Argentina      | Qualcomm Stadium, San Diego                     | 1-4       | Amistoso     |
| 8 de junio de 2008      | Perú           | Soldier Field, Chicago                          | 4-0       | Amistoso     |
| 15 de junio de 2008     | Belice         | Reliant Stadium, Houston                        | 0-2       | Eliminatoria |
| 21 de junio de 2008     | Belice         | Estadio Universitario, San Nicolás de los Garza | 7-0       | Eliminatoria |
| 12 de noviembre de 2008 | Ecuador        | Chase Stadium, Phoenix                          | 2-1       | Amistoso     |
| 28 de enero de 2009     | Suecia         | Oakland-Alameda County Coliseum, Oakland        | 0-1       | Amistoso     |
| 11 de marzo de 2009     | Bolivia        | Dick's Sporting Goods Park, Commerce City       | 5-1       | Amistoso     |

Goles
| Fecha                 | Rival     | Gol | Resultado | Competencia |
| --------------------- | --------- | --- | --------- | ----------- |
| 17 de octubre de 2007 | Guatemala |     | 2-3       | Amistoso    |
| 16 de abril de 2008   | China     |     | 1-0       | Amistoso    |

## Palmarés

### Campeonato nacional
| Categoría              | Título                         | Club                  | País   |
| ---------------------- | ------------------------------ | --------------------- | ------ |
| Copa Balompié Mexicano | Copa de Balompié Mexicano 2022 | Halcones de Querétaro | México |

### Campeonatos internacionales
| Categoría | Título                               | Club               | Sede                |
| --------- | ------------------------------------ | ------------------ | ------------------- |
| Sub-17    | Torneo Sub-17 de la Concacaf de 2005 | Selección mexicana | Costa Rica y México |
| Sub-17    | Copa Mundial de Fútbol Sub-17        | Selección mexicana | Perú                |